# Albert Paulsen
Albert Paulsen (nacido como Alberto Paulson Andrade); Guayaquil, Ecuador, 13 de diciembre de 1925 – Los Ángeles, California, 25 de abril de 2004) fue un actor ecuatoriano que apareció en muchas series de televisión estadounidenses a partir de la década de 1960, con personajes principalmente de origen europeo. Murió por causas naturales a la edad de 78 años. Fue un miembro del Actors Studio, Paulsen ganó un premio Emmy en 1964 en el Bob Hope the Chrysler Teatro por su participación en One Day in the Life of Ivan Denisovich, una novela histórica de Aleksandr Solzhenitsyn. El Sr. Paulsen se graduó en la escuela de teatro Neighborhood Playhouse y estudió con Sanford Meisner.
En la actualidad existe una escuela de actuación que lleva su nombre, en su ciudad natal, Guayaquil, en el tradicional barrio Las Peñas. La academia de formación actoral fue inaugurada el 19 de mayo del 2017.

## Filmografía

### Televisión (seleccionado)
- Combat! (1962-1966) - Coronel Bruener / Dorfmann / Gen. Von Strelitz / Carl Dorfmann
- GE True (1962-1963) - Josef Gabchik / Vik
- The Untouchables (1962) - Max Zenner
- General Hospital (1963) - General Gastineau (1988)
- The Gallant Men (1963) - General Kile
- 77 Sunset Strip (1963) - Toller Vengrin / Rudolph Gerhardt
- The Man from U.N.C.L.E. (1964-1968) - Dr. Kurt Erikson / Mayor Vicek
- Twelve O'Clock High (1965) - Arn Borg / Coronel Hans Dieter
- Mission: Impossible (1966-1970) - Albert Zembra / Eric Bergman / General Ernesto Neyron / Eric Stavak /  Joseph Baresh
- The F.B.I. (1966) - Nagry
- The Rat Patrol (1966-1968) Coronel Von Helbing / Mayor Von Brugge
- The Flying Nun (1968) - Pedro Álvarez
- The Name of the Game (1968) - Humberto Benítez
- Hawaii Five-O (1969-1980) - Adrian Cassell / Edmonds / Josef Sarpa / Charley Bombay
- The Silent Force (1970, episodio "The Octopus")
- The High Chaparral (1971) - Eduardo Nervo
- A World Apart (1971) - Dr. Neil Stevens
- Search (1973) - Henri Danzig
- The Missiles of October (1974, guion) - Embajador Anatoly Dobrynin
- The Rockford Files (1974) episodio "Profit and Loss (Part 2)" - Kurt
- The Odd Couple (1975) - Boris Kalnikov
- Kolchak: The Night Stalker (1975) - Dr. James Verhyden
- Doctors' Hospital (1975) - Janos Varga
- Kojak (1977) - Shelley Briscoe
- Columbo (1978), episodio "The Conspirators" - Vincent Pauley
- Galactica 1980 (1980) - General Yodel
- Manimal (1983) - Agente ruso
- Knight Rider (1985) - episodio "The Nineteenth Hole", Mr. C
- Airwolf (1985) - episodio "Crossover",  Shrankov
- Scarecrow and Mrs. King (1986) - episodio "All the World's a Stage", Serge Krutiov

### Largometrajes (seleccionados)
- All Fall Down (1962) - Capitán Ramírez
- The Manchurian Candidate (1962) - Zilkov
- Las tres hermanas (1966) - Kulygin
- Gunn (1967) - Nick Fusco
- ¡Che!, de Richard Fleischer (1969) - Capt. Vasquez
- Mrs. Pollifax-Spy (1971) - Perdido
- The Laughing Policeman, de Stuart Rosenberg (1973) - Henry Camerero
- The Next Man (1976) - Hamid
- Los guerreros gitanos (1978) - SS Coronel Schlager
- Testigo presencial (1981) - Sr. Sokolow
- Dikiy veter (1986) - Mayor Ted Kegan